# 申晓庆
申晓庆（1956年—），河南武陟人，汉族，中华人民共和国政治人物、第十一届全国人民代表大会贵州地区代表。
毕业于中央党校在职研究生班政治经济学专业，是中共党员。担任贵州省信息产业厅厅长。2008年起担任全国人大代表。